# Cynanchum juliani-marnieri
Cynanchum juliani-marnieri là một loài thực vật có hoa trong họ La bố ma. Loài này được Desc. mô tả khoa học đầu tiên năm 1971.